# Кінашенко Валерій Васильович
Валерій Васильович Кінашенко (нар. 4 лютого 1964, Умань, Черкаська область, УРСР) — радянський та український футболіст, згодом — тренер, виступав на позиції півзахисника.

## Життєпис
Вихованець київського «Динамо», де його тренером був Олександр Леонідов. Грав у дублі «Динамо». У 1984 році став гравцем ірпінського «Динамо», яке дебютувало в другій лізі. Команда була створена як фарм-клуб київського «Динамо», де наставником був Віктор Каневський. Протягом двох сезонів був гравцем основного складу. У 1987 році грав за чернігівську «Десну». Закінчив Київський державний інститут фізичної культури в 1989 році.
Кінашенко брав участь у першому розіграші першої ліги України в складі «Прибориста» з Мукачева. «Приборист» за підсумками сезону посів друге місце, поступившись лише рівненському «Вересу», сам Кінашенко забив десять м'ячів і став найкращим бомбардиром групи «А» разом з росіянином Олексієм Снігірьовим із «Вереса». У 1994 році в складі миронівської «Ниви» виступав у третій лізі. Після цього виступав у чемпіонаті Білорусі за могильовське «Торпедо». За команду провів десять ігор в турнірі. З 1996 по 1997 рік грав у другій лізі України за «Нерафу» з Київської області. Також грав за угорську команду «Стадлер».
Після закінчення кар'єри футболіста перейшов на тренерську роботу. Був помічником тренера в бориспільському «Борисфені», івано-франківському «Факелі», полтавській «Ворсклі», юнацькій та молодіжній збірних України (1981 і 1984 року народження). Працював головним тренером «Борисфена-2» з Другої ліги України.
У 2003 році став дитячим тренером у школі київського «Динамо». У 2007 році з футболістами 1994 року народження перемагав на турнірах в Бельгії та Франції. У 2010 році очолював команду чотирнадцятирічних гравців, які перемогли на турнірі в Німеччині. Разом із Віталієм Хмельницьким приводив футболістів 1998 року народження до перемоги на Кубку пам'яті Олега Макарова. Тренував дітей 1999 року народження. У березні 2012 року привів своїх підопічних до перемоги на міжнародному турнірі в Тирасполі. У червні 2012 року «динамівці» 1998 року народження під керівництвом Кінашенка й Хмельницького стали срібними призерами дитячо-юнацької ліги України. У 2013 році привів дітей 1998 року народження до четвертого місця на Зимовому кубку в Санкт-Петербурзі, а дітей 2002 року народження до перемог на турнірах в Санкт-Петербурзі та Києві, а також до бронзи в Вільнюсі.
Серед його вихованців Олексій Бєлік, Богдан Шершун, Андрій Пятов, Андрій Оберемко, Олег Карамушка, Максим Трусевич, Віталій Руденко, Максим Стоян, Андрій Смалько, Дмитро Рижук, Ярослав Прокіпчук, Вадим Гриппа, Пилип Будковський, Дмитро Хльобас, Артур Рудько, Віталій Гемега, Євген Шевченко, Артем Фаворов, Руслан Черненко та Микита Карташов.
У 2014 році перейшов на роботу в дитячого тренера в «Арсенал-Київ». У жовтні 2014 року отримало диплом УЄФА категорії «А».

## Досягнення
- Перша ліга чемпіонату України
  -  Срібний призер (1): 1992